# 本間明生
本間 明生（ほんま あきお、1945年8月31日 - ）は、日本の経営者。角川書店社長を務めた。

## 経歴
新潟県出身。1968年に東洋大学経済学部を卒業し、同年に日教販に入社。
1970年に角川書店に転じ、1996年に取締役に就任し、2003年4月に常務、2004年6月に専務を経て、2005年4月に社長兼COOに就任。2008年4月に取締役相談役に就任。